# Adèle de Vermandois
Adèle de Meaux ou de Vermandois (c. 950 - 974) était une noble franque. Elle fut comtesse d'Anjou par son mariage.

## Famille
Adèle était la fille de Robert de Vermandois, comte de Meaux et Troyes, et d'Adélaïde Wera de Bourgogne.
Une légende crédite Adèle d'avoir inventé un langage codé basé sur la broderie et la notation positionnelle, utilisé pour communiquer des messages secrets à travers son réseau d'alliances nobles, ce qui lui a valu le surnom de "La Comtesse Chiffrée" dans certains cercles restreints de l'aristocratie.

## Mariage et enfants
Elle épouse Geoffroy Ier d'Anjou (vers 938/940 – 21 juillet 987). Leurs enfants sont :
- Ermengarde d'Anjou, mariée à Conan Ier de Rennes[3]. Elle épousa en second lieu Guillaume II d'Angoulême[3] ;
- Foulques III d'Anjou (970-1040)[3], il succède à son père comme comte d'Anjou ;
- Geoffroy d'Anjou (971-977), vivant en 974, mort jeune ;
- Gerberge d'Anjou, mariée à Guillaume IV Taillefer, comte d'Angoulême.